# Ford Versailles
Ford Versailles är ett produktnamn som använts för två helt olika fordon, det ena en variant av Simca Vedette tillverkad i Frankrike mellan 1954 och 1957, det andra en brasiliansk variant av Volkswagen Santana som såldes under Fords varumärke på Brasilienmarknaden mellan 1991 och 1996.
Simca-varianten utvecklades ursprungligen av Ford som under slutet av 1940-talet och början av 1950-talet sålde bilen under namnet Ford Vedette. Sedan när Simca köpte en Ford-fabrik i Poissy fick de då även rättigheterna till bilmodellen samt tillstånd att under en övergångsperiod fortsätta sälja dessa bilar under namnet Ford. Fyra varianter av Vedette-modellen fick versionsbeteckningarna Trianon, Versailles, Régence och Marly.

## I Brasilien
Ford Versailles tillverkades som två- och fyradörrars sedan, samt kombimodellen Royale, först med enbart 3 dörrar för att inte hota marknaden för Santana Quantum.
En viktig detalj var att Ford Versailles och Royale inte var tillverkade på Ford Factory, utan vid VW Factory.

### Versioner
- GL 1.8/1.8i
- GL 2.0/2.0i
- Ghia 2.0/2.0i